# François Chenique
François Chenique [ʃə.ni.k] (né le 8 mars 1927 à Nancy et mort le 8 janvier 2012 à Levallois-Perret) est un essayiste français, auteur d'études sur l'ésotérisme.
Il a été professeur d'informatique à Sciences-Po Paris et a participé à la création d'un des premiers services informatique de gestion, au sein de la Société de Pont-à-Mousson (Nancy). Il est spécialiste de logique classique et moderne et a écrit plusieurs ouvrages sur ce sujet. 
Docteur en Sciences Religieuses de l'Université de Strasbourg, François Chenique s'est consacré essentiellement à l'étude de l'ésotérisme chrétien dans la lignée traditionaliste initié par René Guénon. Parallèlement, il contribue aux périodiques Connaissance des religions, Vers la tradition et Symbole,,.

## Biographie

### Famille et enfance
Né le 8 mars 1927 à Nancy, François Chenique est le fils d'employés de bureau qui, par la suite, créent une petite entreprise. Ses parents, catholiques le baptisent le 20 mars et l'élèvent dans un cadre très pratiquant. 
En 1935, à sept ans, François Chenique participe à la communion dite privée. Celle-ci, en raison des bruits de guerre, a lieu à Nancy à la demande du nouvel évêque, Marcel Fleury. François Chenique qualifie plus tard cette communion de « Croisade » en référence au défilé des enfants en costume de Croisés et conserve un souvenir très critique des confessions destinées à « des enfants à peine arrivés à l'âge de discernement ».
François Chenique entre, en 1939, dans l'Institution Saint-Joseph, établissement catholique tenu par les Frères des écoles chrétiennes (ou lasalliens).

### Jeunesse sous l'Occupation
La déclaration de la Seconde Guerre mondiale perturbe les cours. Le 10 mai 1940, les soldats du Troisième Reich arrivent et occupent une partie des vastes terrains de l'école. Les cours reprennent néanmoins rapidement.
François Chenique rejoint ensuite une petite école située derrière la cathédrale de Nancy. Il déclare en retenir un enseignement rigoureux mais enrichissant, notamment dans l'apprentissage du Français, du Latin et du Grec.
Il rejoint ensuite la chartreuse de Bosserville où il choisit pour confesseur l'abbé Stéphane Gircourt. Ce dernier, s'éloignant du programme officiel de morale en classe de troisième, effectue un cours de spiritualité évangélique. C'est auprès du professeur Stéphane Gircourt que François Chenique découvre René Guénon et le symbolisme. Il lui prête également la Bhagavad-Gita commentée par Sri Aurobindo. Ce livre constitue une "véritable révélation" pour François Chenique mais il est récupéré par les autorités du collège et l'abbé Gircourt est interdit de confession et d'enseignement religieux.
En juin 1944, alors que le débarquement de Normandie a eu lieu, le Père Feder organise un campement pour les vacances dans les ruines de l'abbaye de la Crête en Haute-Marne. N'ayant pas d'informations sur l'avancée des soldats américains, ce campement dure jusque fin septembre et à l'arrivée d'un car envoyé par l'abbé Kôll pour chercher les enfants. François Chenique en gardera des relations durables avec le père Feder jusqu'à sa mort en 2000.

### Suite des études secondaires et études supérieures
En Première Littéraire, François Chenique a pour professeur de littérature française le chanoine Decelle qui l'éloigne pour un temps des idées de l'abbé Gircourt et de Guénon dont il brûle les écrits. Il se rend toujours à la messe tous les matins mais développe un scepticisme religieux. L'année suivante, François Chenique choisit la métaphysique comme sujet au bac et obtient une mention bien. C'est sur les conseils de Pierre Busselot, autre disciple de l'abbé Gircourt, que François Chenique revient à Guénon et en approfondit sa connaissances en lisant Crise du Monde Moderne, Le Règne de la Quantité et les Signes des Temps et L'Homme et son devenir selon le Védânta. La position de Guénon sur la philosophie universitaire l'incite cependant à délaisser les autres philosophes.
À la sortie des études secondaires, François Chenique effectue son service militaire. Il fait ensuite Sciences-Po dont il sort major de promotion.
En 1950, François Chenique apprend l'hébreu du rabbin Morali puis d'Horowitz, un juif libéral, qui organisait des cours dans une ambiance catholique.

### Informaticien et professeur d'informatique
François Chenique revient à Nancy où il exerce le métier de comptable puis rejoint  le syndicat patronal des Fondeurs de l'Est. Il y fait en 1956, lors d'un Colloque du fer, un exposé sur les prix de revient en fonderie. Il est alors embauché par les services du président de la compagnie Pont-à-Mousson dont il devient secrétaire pendant deux ans. François Chenique se voit confier la formation des ingénieurs travaillant sur le Ramac 305, le premier ordinateur acheté par la Société des Fonderies.
Le Directeur de Sciences-Po, J. Chapsal, confie à François Chenique un cours d'informatique bien qu'il ne soit pas mathématicien. Ces cours sont dispensés durant une dizaine d'années. Les polycopiés, dont Qu'est-ce que la téléinformatique ? et Comprendre la logique moderne, sont publiés par les Éditions Dunod.
Dans les années 70, François Chenique écrit de fréquentes tribunes dans Le Monde - François Chenique et Jean Borella ont participé tous les deux au Cahier de l’Herne consacré en 1985 à Guénon, puis au Colloque du Centenaire de René Guénon, en 1986 et au n° 65-66 de Connaissance des Religions (éd. Dervy, 2002), également consacré à Guénon.  

## Principales publications
- Analyse fonctionnelle et organique, Paris, Dunod, 1971  -  réédition 1974.
- Software,langages et systèmes d'exploitation, Paris, Dunod, 1971
- Qu'est-ce que la téléinformatique ?, Paris, Dunod, 1974.
- Hardware. Technologie des ordinateurs. - Dunod, 1971. - 24 cm, XIV-265 p., fig., ill. (L'Économie d'entreprise. 19. Série logique et informatique. 4)
- Comprendre la logique moderne, Paris-Bruxelles-Montréal, Dunod, 1974.
- Éléments de logique classique, tomes 1 et 2, Paris , Dunod, 1975.
- Eléments de logique, 4 vol., Paris, Dunod, 1974
- Le Yoga spirituel de saint François d'Assise. Symbolisme du « Cantique des créatures », Paris, Dervy, 1978.
- édition d'Henri Stéphane, Introduction à l'ésotérisme chrétien, Traités recueillis et annotés par François Chenique, préface de Jean Borella, Éditions Dervy, 2006 [1979 et 1983].
- « À propos des États multiples de l’être et des Degrés du savoir », dans Pierre-Marie Sigaud, René Guénon, Cahier de l'Herne, Éditions l'Âge d'homme, « Dossier H », 1985.
- Sagesse chrétienne et mystique orientale, préface de Jean Borella ; conclusion de Jean-Pierre Schnetzler, Paris, Dervy, 1996.
- Le culte de la Vierge ou La métaphysique au féminin, Nouvelle édition, Paris, Dervy, 2000.
- Éléments de logique classique : l'art de penser et de juger, l'art de raisonner, L'Harmattan, 2006.
- Souvenirs métaphysiques d'Orient et d'Occident, Entretiens avec Christian Rangdreul, Coll. Métaphysique au quotidien, L'Harmattan, 2009. https://www.editions-harmattan.fr/livre-souvenirs_metaphysiques_d_orient_et_d_occident_entretiens_avec_christian_rangdreul_francois_chenique-9782296085640-28535.html
- " Prolégomènes à l'utilisation des méthodes de statistique linguistique pour l'étude historique et philologique de la Bible hébraïque et de ses paraphrases" (avec GE Weil)  - télécharger sur https://fr.art1lib.org/book/48123695/8d7c01
- " Introduction générale aux ordinateurs" - Éditions de la Compagnie Pont-à-mousson - 14 vol.
- " Les ordinateurs et le traitement automatique de l'information " - cours professé à l'Institut d’Études Politiques de Paris - 1967-1968
- " Applications industrielles de calcul automatique " - 10 vol. édités par le Centre de Recherches de Pont-à-Mousson
- " Principes et Méthodes de l'étude de la Bible massorétique sur les calculateurs électroniques " - 2 vol. - 1967 - Université de Strasbourg, Faculté de théologie catholique
- Spiritualité et transcendance dans l'œuvre de Jean Fourastié - JSFS.  Bibliographie. Journal de la société française de statistique, Tome 119  (1978) no. 4, pp. 402-410.  http://www.numdam.org/item/JSFS_1978__119_4_402_0/
- Hair est-il immoral ? le Monde, 1970 - https://www.lemonde.fr/archives/article/1970/01/28/hair-est-il-immoral_2655674_1819218.html